# St. Michael (Rottau)

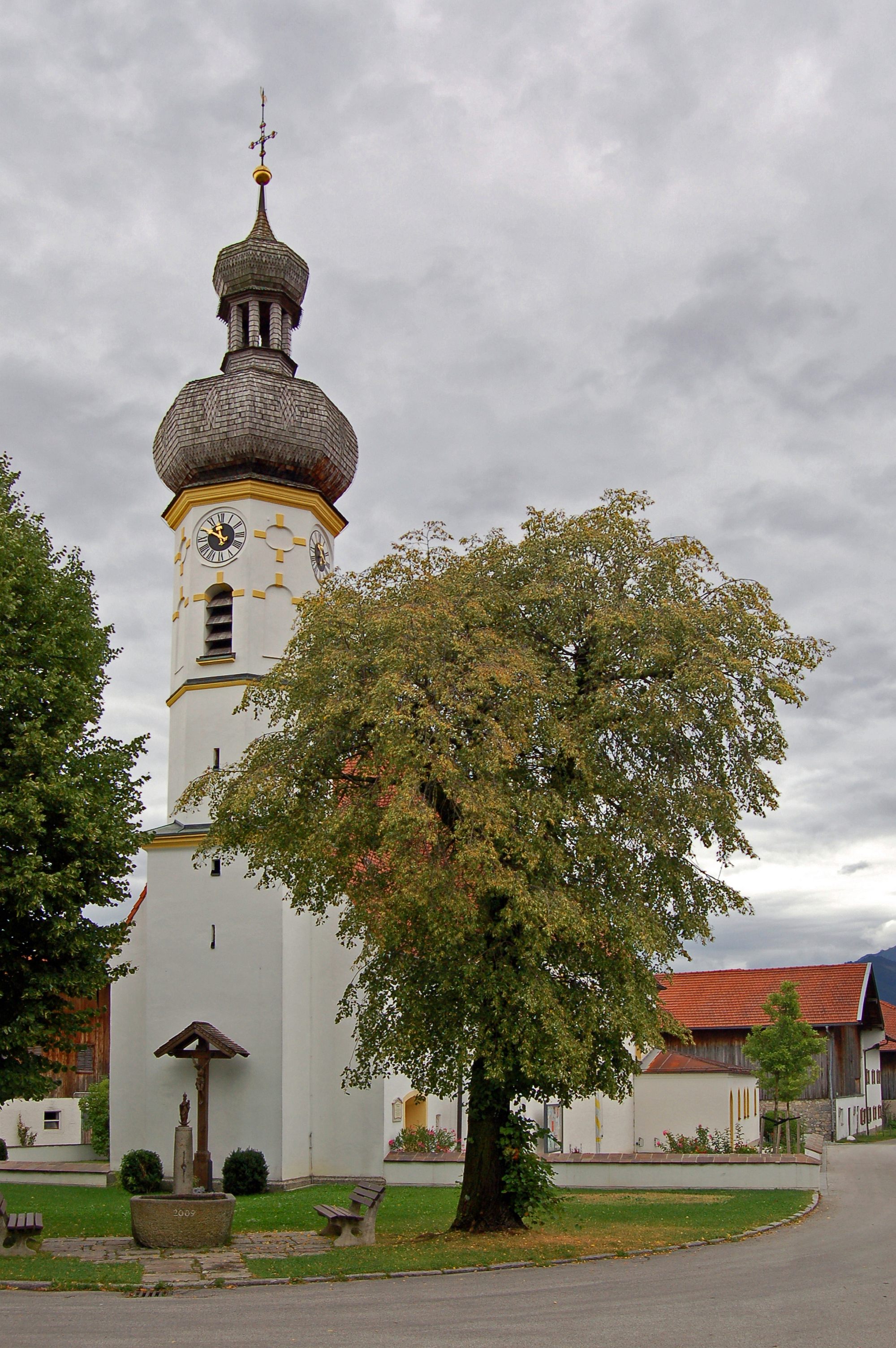
St. Michael in Rottau

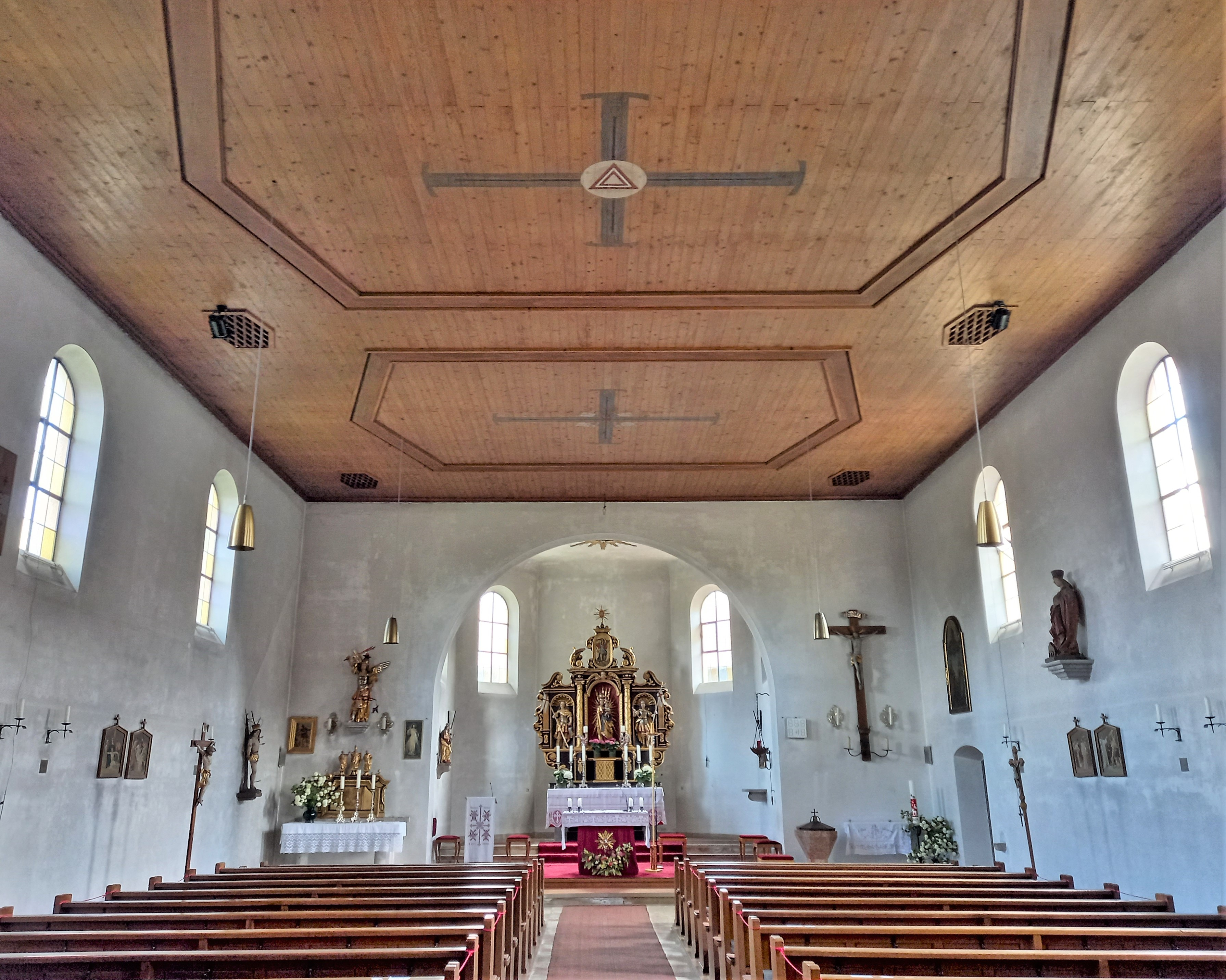
Innenraum

Die römisch-katholische Kuratiekirche St. Michael steht in Rottau, einem Gemeindeteil des Marktes Grassau im oberbayerischen Landkreis Traunstein. Sie ist in der Liste der Baudenkmäler in Grassau als Baudenkmal unter der Nr. D-1-89-120-28 eingetragen. Die Kirche gehört zum Dekanat Traunstein im Erzbistum München und Freising.

## Beschreibung
Die Saalkirche wurde 1954 anstelle eines Vorgängerbaus nach einem Entwurf von Georg Berlinger unter Verwendung von Teilen des Vorgängerbaus aus dem 17. Jahrhundert errichtet. Sie besteht aus dem Langhaus, dem eingezogenen, dreiseitig geschlossenen Chor im Osten und dem Kirchturm auf quadratischem Grundriss, der teilweise in den Vorbau im Westen eingestellt ist. Die beiden achteckigen Obergeschosse des mit einer Welschen Haube bedeckten Turms enthalten den Glockenstuhl mit drei Glocken und die Turmuhr. 
Die Orgel auf der Empore wurde 2004 von Willi Osterhammer gebaut. Die Disposition lautet:
| I Hauptwerk C–g3 |    |
| Prinzipal        | 8′ |
| Gedeckt          | 8′ |
| Salicional       | 8′ |
| Octav            | 4′ |
| Rohrflöte        | 4′ |
| Oktav            | 2′ |
| Mixtur III       | 2′ |
| Cromorne         | 8′ |

| II Positiv C–g3 |        |
| Gedeckt         | 8′     |
| Salicional      | 8′     |
| Octav           | 4′     |
| Rohrflöte       | 4′     |
| Nasat           | 2 ⁄3′  |
| Flöte           | 2′     |
| Terz            | 1 3⁄5′ |
| Cromorne        | 8′     |

| Pedal C–d1  |     |
| Subbass     | 16′ |
| Gedecktbass | 08′ |
| Posaune     | 16′ |
| Posaune     | 08′ |

- Koppeln: II/I, I/P, II/P

Suboktavkoppel: II/I
- Effektregister: Tremulant (auf das ganze Werk)